# Pierre-Jean Ducis
Pour les articles homonymes, voir Ducis.
Pierre-Jean Ducis, né Pierre Émile Jacques Ducis, le 5 mars 1907 à Paris 9e et mort le 24 juin 1980 à Neuilly-sur-Seine, est un réalisateur français.

## Biographie
Metteur en scène de cabaret, Pierre-Jean Ducis réalise des films comiques dès le début du cinéma parlant avec des scénaristes comme Noël-Noël et Paul Colline qui lui permettront de se forger une réputation  dans les années d'avant-guerre.
Pierre-Jean Ducis meurt à Neuilly-sur-Seine, le 24 juin 1980.

## Filmographie

### Courts et moyens métrages
- 1932 : Le Dernier Preux
- 1933 : Gudule
- 1933 : Deux Picon-grenadine
- 1934 : Quatre à Troyes
- 1934 : Le Coup du parapluie
- 1934 : Le Centenaire
- 1934 : Les Géants de la route
- 1934 : Un Petit Trou pas cher
- 1935 : Le Crime de monsieur Pégotte
- 1935 : Les Deux Docteurs
- 1935 : La Clef des champs

### Longs métrages
- 1933 : La Prison de Saint-Clothaire
- 1934 : Le Cavalier Lafleur
- 1935 : Lune de miel
- 1936 : Au son des guitares
- 1936 : Œil de lynx, détective
- 1936 : La Souris bleue
- 1936 : L'Assaut
- 1937 : Au soleil de Marseille
- 1938 : Un fichu métier
- 1940 : Sur le plancher des vaches
- 1941 : L'Étrange Suzy
- 1943 : Après l'orage